# 派熱克斯玻璃

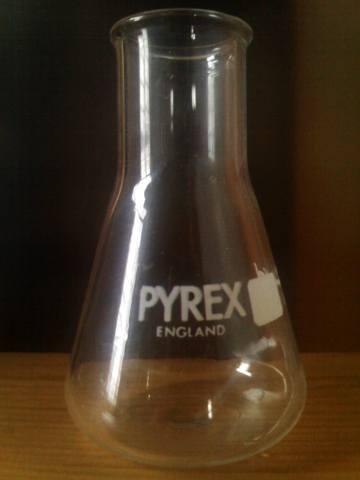
一個使用Pyrex製造的錐形瓶

派熱克斯玻璃（英語：Pyrex），又名百麗耐熱玻璃是抗熱性能極佳的一種玻璃，由康寧公司於1915年研發成功。它被廣泛應用於廚房用品、化學實驗室儀器及光學設備等，它已經成為其原材料硼化玻璃的通用性商標。PYREX在字典裏是耐熱玻璃的代名詞。

## 名稱由來
康寧公司的代表在一次演講中講解了Pyrex名字的由來。
Pyrex這個名字純粹由縮寫而來，用於作為我們於1915年所研發出來的一系列玻璃商品的註冊商標。不少人猜測這個名字是由希臘字母"pyr"及拉丁字母"rex"合成，這種推測即使是著名學府哈佛大學的畢業生都覺得合理。雖然如此，但事實上"-ex"詞綴是已經廣泛應用於其他我們早前研發的產品中。加上我們第一種以這種技術發售的商品是一個製作不同派的盤子（pie plate），及符合發音的便捷我們在中間加入一個"r"，所有這些便組成Pyrex這個字了。

## 商標應用
Pyrex是硼化玻璃的一種，雖然硼化玻璃比Pyrex發現得更早及更多種類，但現在Pyrex已作為硼化玻璃（或耐熱玻璃）的一種通用性商標。康寧公司於1998年把旗下的廚房用品部門分拆為World Kitchen Inc.（環球廚具公司），但康寧公司仍然保留Pyrex這個名稱的商標，並只授權環球廚具及一部份公司以Pyrex之名推出廚具用品。
由環球廚具公司推出的Pyrex廚具玻璃用品，實際上已不是硼化玻璃，而是鈉鈣玻璃（Soda-lime glass）。在它們的包裝上寫上的使用指引提及這系列的用品不適用於一般的加熱、火爐上、灸肉器及多士焗爐中。
這個品牌在歐洲的使用權由Arc International Inc.於1990年獲得。Arc International Inc.在其為Pyrex建立的網頁中指出它們的Pyrex產品仍使用硼化玻璃製造。

## 安全問題
近期不少報告指出由於生產過程的轉變，不少聲稱是Pyrex的玻璃用品均出現大程度及不為意的破裂，有部分甚至是根據生產商的指引下使用，個別用戶因此而受傷。此外，這些玻璃產品傾向裂開性較大塊的碎片，而非如強化玻璃般的小碎片，往往留下極大幅度的尖銳邊緣，對用戶造成的傷害更大。亦有報告指出較舊的Pyrex產品發現這些問題的機會較新進的Pyrex產品輕微。到目前為止仍未能確認是否新進的Pyrex品牌由較多不同的生產者及生產地所製造而引起的參差不齊有關。

## 實驗室用品
由於高硼矽玻璃具有較高的耐熱性，它經常用於製造實驗室用品。在歐洲，SciLabware有限公司生產超過800項下的高硼矽品牌包括燒杯，瓶，瓶，餐具和試管。

## 著名的使用例子
加州理工學院中著名的200吋天文望遠鏡──帕洛馬山天文臺中的鏡片，由康寧公司於1934年花了兩年時間製成，是當時最大的天文望遠鏡片。現時不少商業上應用的反射望遠鏡均用上Pyrex作為它們主鏡及第二鏡的物料。

## 文化上的應用
在饒唱的歌詞當中，Pyrex pot（由Pyrex製作的加熱鍋）常被暗指為毒品製造者製作毒品時的工具。

## 外部連結
- Illustrated history of the Palomar observatory and its Pyrex mirror
- Pyrex的官方網頁 （页面存档备份，存于）
- Pyrexlove （页面存档备份，存于）專門收藏中古Pyrex製品的網站
- Pyrex製作成份計算表 （页面存档备份，存于） - NIST

Template:玻璃制造商和品牌